# Bitwa nad Chrą
Bitwa nad Chrą – największe starcie w czasie kampanii togijskiej, stoczone 22 sierpnia 1914 roku, pomiędzy wojskami niemieckimi a brytyjskimi i francuskimi.

## Opis
Po utracie stolicy Togolandu – Lomé – oraz nieudanej próbie powstrzymania sił sprzymierzonych pod Agbeluvhoe 15 sierpnia, dowodzący siłami kolonialnymi mjr Hans-Georg von Döring zdecydował się zorganizować ostatnią linię obrony dla radiostacji Kamina, nad rzeką Chrą. Mając 3 dni przewagi nad pościgiem i 440 ludzi (w tym 400 Togijczyków z Schutztruppe), zdecydował się okopać w pobliżu wsi nad północnym brzegiem rzeki. Dodatkowo zaminowano drogi, z których miały przybyć wojska brytyjsko-francuskie oraz zniszczono jedyny w okolicy most. Wartość bojową wzmacniało posiadanie przez Niemców trzech karabinów maszynowych.
21 sierpnia w pobliże pozycji niemieckich podszedł oddział kpt. A.F. Redferna, ale widząc dobrze umocnione pozycje wroga, po krótkiej wymianie ognia, nie zdecydował się na frontalny atak. Dopiero następnego dnia, po przybyciu głównych sił, m.in. 150 francuskich Tyralierów Senegalskich, rozpoczęto bitwę. Pierwsze uderzenie – na skutek sporego rozproszenia Francuzów i Brytyjczyków, próbujących okrążyć Niemców – zakończyło się skutecznym odparciem sił nieprzyjaciela. Dowódcy sprzymierzonych stwierdzili jednak, że dzięki tzw. „rozpoznaniu ogniem” znaleźli słaby punkt obrony na niemieckiej flance. Tam też przypuszczono główne natarcie po południu tego samego dnia. W międzyczasie jednak z Kaminy przybyło nad Chrę wsparcie dla obrońców w postaci 120 ludzi (w tym 100 Togijczyków z Schutztruppe), którzy znacząco wzmocnili pozycje nad rzeką. W kolejnym nieudanym szturmie polegli m.in.: porucznicy Thompson i Guillemart, brytyjski sierżant i 12 Tyralierów Senegalskich. Zdolni do walki Francuzi wycofali się i okopali na wschód od pozycji niemieckich.
Po tym sukcesie zarządzono kontratak, ale Togijscy żołnierze odmówili walki w polu. Wielu zdecydowało się zdezerterować, co uszczupliło siły obrońców. W tej sytuacji – mimo nalegań białych oficerów i podoficerów – von Döring nakazał opuścić nocą zajmowane pozycje i udać się w kierunku radiostacji. Następnego dnia siły sprzymierzonych przeszły rzekę i zajęły opuszczone niemieckie pozycje.

## Skutki
Pomimo nocnego odwrotu, samą bitwę wygrali Niemcy. Był to największy sukces sił kolonialnych von Döring w czasie kampanii na terytorium Togo. Starcie nad Chrą było też największym i najkrwawszym w całej kampanii. Brytyjczycy i Francuzi nie zdołali przedrzeć się przez linię obrony i zająć pozycji von Döringa ani nad rzeką, ani w wiosce. Państwa ententy straciły w sumie 75 ludzi, w tym: 23 zabitych i 52 rannych. Stanowiło to 17% całego stanu osobowego sił ppłk. Bryanta. Po stronie niemieckiej miało polec zaledwie 13 ludzi.
Walki nad Chrą nie zmieniły jednak sytuacji w kolonii. Przewaga sprzymierzonych była bardzo duża: wybrzeże, północ oraz centrum Togolandu było już w rękach brytyjsko-francuskich. Resztkom sił kolonialnych kończyła się też amunicja. Dlatego też, 24 sierpnia, Niemcy zniszczyli cała radiostację, a 26 sierpnia, po przybyciu tam żołnierzy ententy, skapitulowali.